# Sonic Syndicate

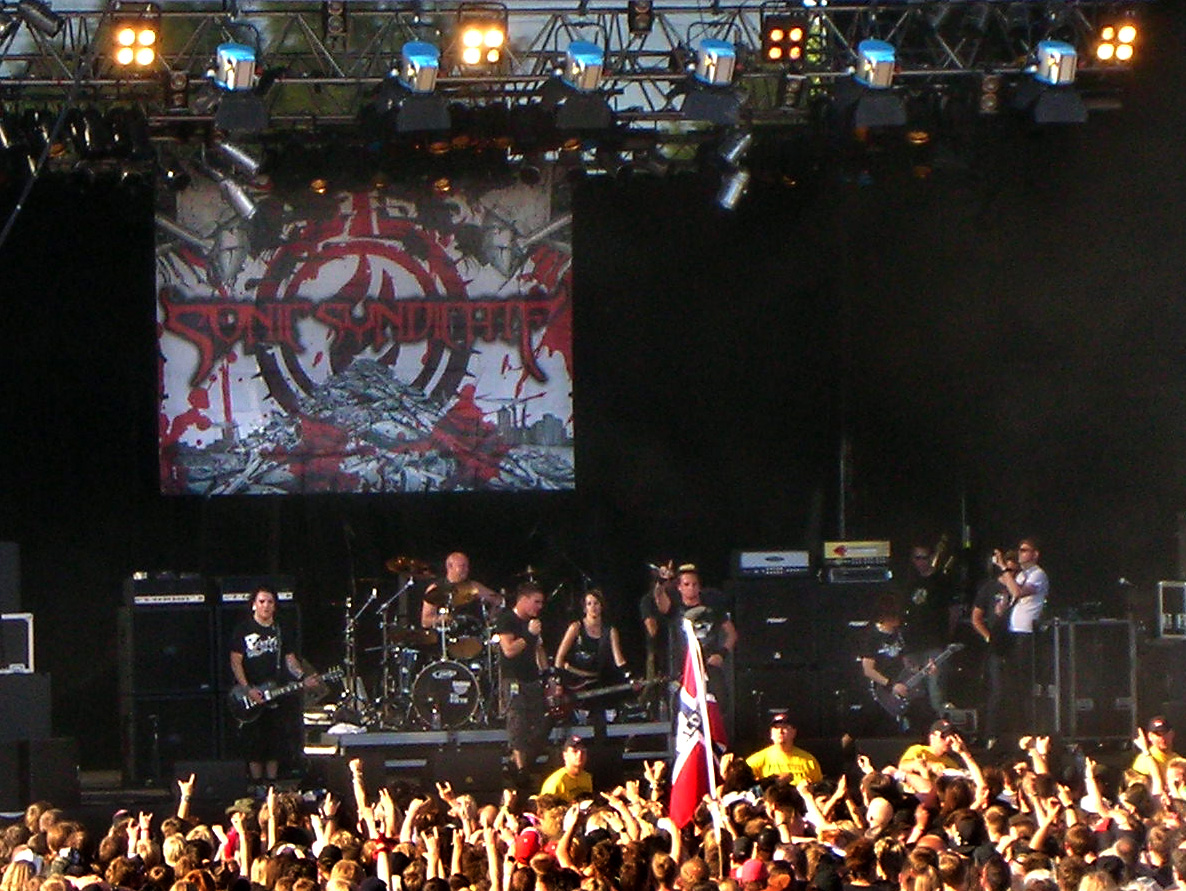
Sonic Syndicate på Sweden Rock Festival 2008.

Sonic Syndicate är ett svenskt metalcoreband från Falkenberg. Bandet är starkt inspirerade av Gothenburg Metal-band som In Flames och Soilwork. Bandet startades av bröderna Roger och Richard Sjunnesson samt deras kusin Robin Sjunnesson. Tidigare hette bandet Fallen Angels, men bytte namn till Sonic Syndicate i samband med utgivningen av debutalbumet Eden Fire 2005. Bandet har med fyra av sina studioalbum belönats med guldskiva.

## Biografi
Bandet startades 2002 då Roger, Richard och Robin Sjunnesson ville starta ett band tillsammans efter att de tagit paus från sina andra band. Tidigare hade de haft ett band tillsammans med några klasskamrater men nu ville de starta ett nytt projekt och ta sin musik i en annan riktning. Det nya bandet blev kallat Fallen Angels, och spelade heavy metal inspirerade av Iron Maiden och Helloween. Fallen Angels spelade sitt första gig på en talangjakt som skolor anordnade i Falkenberg i mars 2003. De kom till finalen men vann inte tävlingen. Bandet gillade responsen de fick av publiken och av dem som var inblandade i tävlingen. Snart hade de skapat sig ett namn i hemstaden. De spelade in tre demos, Black Lotus, Fall from Heaven, och Extinction under ett år, innan de skrev på för skivbolaget. 
I december 2005 skrev bandet på med skivbolaget Pivotal Rockordings i USA som skulle släppa deras debutalbum Eden Fire. Med sitt första album tyckte bandet att de behövde ändra namn. De hade letat efter ett namn ett tag och tyckte att Sonic Syndicate lät mer som de. Albumet spelades in våren 2005 och gavs ut den 13 september samma år. Med sin blandning av Gothenburg Metal och hardcore började bandet får fler fans och större turnéschema.
Kristoffer Bäcklund ersattes i början av 2006 av trummisen John Bengtsson. Under försommaren 2006 förstärktes bandet med ytterligare en sångare, Roland Johansson (även i DODGE) för större dynamik i sången och bättre interaktion med publiken live.
Under 2006 spelade bandet på Sweden Rock Festival. I juni 2006 skrev bandet ett nytt skivkontrakt med metalbolagsjätten Nuclear Blast efter att ha vunnit en banduttagning med över 1 500 tävlande. Bandet spelade in nästa platta, betitlad Only Inhuman, som gavs ut 18 maj 2007. Albumet producerades av det svenska death metal-bandet Scar Symmetry.
Bandet har släppt en video till sin första singel, Denied. Videon är regisserad av Patrik Ullaeus.
Roland Johansson och Richard Sjunnesson deltar med sång i låten The Gilded Dagger på Nuclear Blast All-Stars album Out of the Dark, med Soilwork-gitarristen Peter Wichers som låtskrivare och producent. De spelade också på Wacken Open Air Festival i Tyskland. 24 november valdes Sonic Syndicate till årets nykomling 2007, framröstade av Sweden Rock Festival. I slutet av mars 2009 valde sångaren Roland Johansson att lämna bandet av personliga skäl. I sökandet efter en ny sångare tog de bland annat hjälp av radiokanalen Bandit Rock Ny sångare blev Nathan Biggs från Shrewsbury nära Wales, tidigare i The Hollow Earth Theory.. Biggs presenterades officiellt 24 augusti 2009. Första skivan med Biggs som sångare blev EP:n "Rebellion" som gavs ut hösten 2009. Sonic Syndicates fjärde fullängdsalbum, We Rule the Night, släpptes 27 augusti 2010. I slutet av oktober 2010 meddelade Richard att han lämnade bandet då han tyckte att bandets musik hade förändrats till det sämre. Richard startade sedan bandet The Unguided med Roger och deras gamle bandkamrat Roland.
Den 12 juni 2012 gick Roger Sjunnesson officiellt ut med att även han lämnar gruppen.

## Medlemmar
Nuvarande medlemmar
- Robin Sjunnesson – rytmgitarr (2005– ), growl (2011– )
- Nathan James Biggs – sång (2009– )
- Michel Bärzén – basgitarr (2015– )

Tidigare medlemmar
- Kristoffer Bäcklund – trummor, sång (2005–2006)
- Andreas Mårtensson – keyboard (2005–2006)
- Roger Sjunnesson – sologitarr, keyboard (2005–2012)
- Karin Axelsson – basgitarr, sång (2005–2015)
- Richard Sjunnesson – sång (2005–2010)
- John Bengtsson – trummor (2006–2016)
- Roland Johansson – sång (2006–2009)

Turnerande medlemmar
- Christoffer Andersson – growl (2010–2011)
- Fabien Perreau – trummor (2016)
- Peter Wallenäs – trummor (2016–2017)
- Daniel Petri – trummor (2017– )

## Diskografi
Demo
- 2006 – Sonic Syndicate

Studioalbum
- 2005 – Eden Fire
- 2007 – Only Inhuman
- 2008 – Love and Other Disasters
- 2010 – We Rule the Night
- 2014 – Sonic Syndicate
- 2016 – Confessions

Singlar
- 2007 – "Enclave / Flashback"
- 2007 – "Psychic Suicide / Denied"
- 2008 – "Jack Of Diamonds"
- 2008 – "My Escape
- 2009 – "Burn This City"
- 2009 – "Rebellion In Nightmareland"
- 2010 – "Revolution, Baby!"
- 2010 – "My Own Life"
- 2010 – "Turn It Up"
- 2010 – "Heart of Eve"
- 2016 – "Start a War"
- 2016 – "Confessions"
- 2016 – "Start a War (Zardonic Remix)"
- 2017 – "Fire"
- 2017 – "Treat You Better"